# 白井坂埴輪窯跡
白井坂埴輪窯跡（しらいざかはにわようせき / しらいざかはにわかまあと）は、神奈川県川崎市宮前区犬蔵一丁目1番74にある古墳時代の窯跡。神奈川県で唯一、埴輪製作地であったことが確認された遺跡である。

## 概要
「白井坂」とは、1947年（昭和22年）に白井佐吉がこの地に造った坂道の名前であり、古くからある小字などの地名ではない。
1961年（昭和36年）、地元一般市民の宮川清樹が、知人から白井坂で杉の木を移植しようとしたら瓦の破片のようなものを掘り出した、という話を聞いて興味をもち、翌1962年（昭和37年）に発掘調査をして2体の馬形埴輪を発見した。その後、1965年（昭和40年）3月1日から3日にかけて、立正大学教授の坂詰秀一と当時の武蔵野郷土館（現・江戸東京たてもの園）が同じ場所を発掘して、窯跡・失敗品を捨てる「ステ場（灰原）」・円筒埴輪などを見つけ、古墳時代の埴輪製作遺跡であることが確認された。
埴輪（円筒埴輪）は、表面に付けられた「ハケ目」と呼ばれる櫛の歯で引っ掻いたような模様や、突帯（円筒の中段に飛び出す帯状のデザイン）の数などの特徴から、製作年代は須恵器の年代編年でいうTK208 - TK47型式の時期（5世紀後半から6世紀初頭頃）で、3群のグループに分類でき、第1群は川崎市内にある「西福寺古墳」に建てられた埴輪であることがわかった（2群・3群の供給先は不明）。
第一発見者の宮川清樹が発見した馬形埴輪や調査記録は、2006年（平成18年）に開かれた川崎市市民ミュージアムの古墳時代展覧会『古墳の出現とその展開-弥生・古墳・飛鳥を考える展-』の開催直前、宮川家から川崎市へ寄贈され、調査地点の正確な位置情報などを充実させる貴重な資料になった。現在は川崎市のホームページでも、宮前区No.136（窯跡）として所在地が確認できるようになっているが、現地は道路や住宅地なので遺跡を直接見ることは出来ない。

## 参考図書
- 宮川清樹「古代とのふれあい（前編・後編）」『関口電設株式会社社内報』刊行年代不明（※坂詰秀一の発掘調査について書いているため、1965年以後の刊行であることは確実）。
- 坂詰秀一 編「神奈川県白井坂埴輪窯跡」『武蔵野（第44巻第2号・第3号）』武蔵野会、1965年。
- 川崎市市民ミュージアム 編『古墳の出現とその展開-弥生・古墳・飛鳥を考える展-』川崎市市民ミュージアム、2006年4月29日。
- 川崎市市民ミュージアム 編『白井坂埴輪窯跡（川崎市市民ミュージアム考古学叢書6）』川崎市市民ミュージアム、2009年3月31日。
- シッシー君の文化財探訪日記「川崎市市民ミュージアム収蔵資料紹介(白井坂埴輪窯跡出土埴輪）」（川崎市教育委員会公式web）